# 石汶河
石汶河位于中华人民共和国山东省中部的一条河流，是瀛汶河右岸支流。因下游流经石汶村而名。发源于济南市莱芜区西北大王庄镇独路村以北的王庄，蜿蜒向西南流经杨家圈村、宅科村、河马石村后进入泰安市岱岳区境内，经下港镇后注入黄前水库，出库后向东南流，经黄前镇、山口镇等地，于泰安市泰山区邱家店镇刘家疃村东北汇入瀛汶河。河长50（31英里），流域面积350平方（140平方英里）。河底由卵石粗沙组成。